# DayZ
DayZ er et overlevelse videospil der bliver udviklet af Bohemia Interactive. Spillet blev udgivet til Microsoft Windows via tidlig adgang på Steam den 16. december 2013 og 1.0 versionen udkom den 13. december 2018.
| computerspil | Spire Denne computerspilsrelaterede artikel er en spire som bør udbygges. Du er velkommen til at hjælpe Wikipedia ved at udvide den. |